# Huamash
Huamash es una montaña de la Cadena Central los Andes del norte peruanos, en el departamento de Huánuco.

## Localización
Se localiza en el límite de los distritos de Jacas Grande y Chavín de Pariarca de la provincia de Huamalíes a una altitud de 4555 M s. n. m., emplazándose sobre el margen este del río Marañón, próximo a los cerros Botija Rumi y Mesapata Punta.

## Vistas
La cumbre de esta montaña es bastante visible desde los puntos localizados en el margen oeste del río Marañón.